# Papúa Nueva Guinea en los Juegos Olímpicos de Pekín 2008
Papúa Nueva Guinea estuvo representada en los Juegos Olímpicos de Pekín 2008 por siete deportistas, tres hombres y cuatro mujeres, que compitieron en cinco deportes.
El portador de la bandera en la ceremonia de apertura fue el nadador Ryan Pini. El equipo olímpico papú no obtuvo ninguna medalla en estos Juegos.